# صوفیا روسوا
صوفیا روسوا (انگلیسی: Sofia Rusova; ۱۸ فوریهٔ ۱۸۵۶ – ۵ فوریهٔ ۱۹۴۰) منتقد ادبی، سیاستمدار، و فعال حقوق بشر اهل امپراتوری روسیه بود.